# Johann Jacob Nöggerath
Johann Jacob Nöggerath, född 10 oktober 1788 i Bonn, död där 13 september 1877, var en tysk mineralog och geolog.
Nöggerath var från 1822 professor i mineralogi och gruvvetenskap vid universitetet i Bonn. Han författade ett stort antal vetenskapliga böcker och avhandlingar, av vilka kan nämnas Das Gebirge in Rheinland-Westphalen (sju band, 1822-26) och Der Bau der Erdrinde nach dem heutigen Standpunkte der Geognosie (1838, tillsammans med Joseph Burkart).